# Фрідріх Шмідт
Фрідріх Шмідт (нім. Friedrich Schmidt; 5 березня 1892, Гнуштя, Австро-Угорщина — 26 червня 1943, Курчанська, РРФСР) — німецький воєначальник, генерал-лейтенант вермахту. Кавалер Німецького хреста в золоті.

## Біографія
В 1911 році вступив в Імперську армію. Учасник Першої світової війни. Після демобілізації армії залишений в рейхсвері. З 15 жовтня 1935 року служив в штабі 23-го піхотного полку. З 24 листопада 1938 року — командир 72-го піхотного полку, з 1 березня 1942 року — 50-ї піхотної дивізії, одночасно з липня 1942 року — комендант фортеці Севастополь. 26 червня 1943 року його автомобіль підірвався на міні під час обходу позицій і Шмідт загинув. Похований на німецькому військовому цвинтарі в Апшеронську. 

## Звання
- Фанен-юнкер (1911)
- Фенріх (18 листопада 1911)
- Лейтенант (18 серпня 1912, патент від 23 серпня 1910)
- Оберлейтенант (27 січня 1916)
- Гауптман (1 липня 1922)
- Майор (1 квітня 1933)
- Оберстлейтенант (1 вересня 1935)
- Оберст (1 березня 1938)
- Генерал-майор (1 березня 1942)
- Генерал-лейтенант (30 квітня 1943)

## Нагороди
- Залізний хрест 2-го і 1-го класу
- Нагрудний знак «За поранення» в чорному
- Почесний хрест ветерана війни з мечами
- Медаль «За вислугу років у Вермахті» 4-го, 3-го, 2-го і 1-го класу (25 років)
- Застібка до Залізного хреста 2-го і 1-го класу
- Німецький хрест в золоті (22 листопада 1941)
- Кримський щит
- Кубанський щит
- Орден Корони Румунії, командорський хрест з мечами